# Dur Anbesa
Dur Anbesa is een stuwmeer in de Hintalo-Wajirat woreda van Tigray in Ethiopië. De aarden dam werd gebouwd in 2001 door SAERT.

## Eigenschappen van de dam
- Hoogte: 18 meter
- Lengte: 605 meter
- Breedte van de overloop: 10 meter

## Capaciteit
- Oorspronkelijke capaciteit: 900 000 m³
- Ruimte voor sedimentopslag: 115 598 m³
- Oppervlakte: 14 ha

In 2002, werd de levensverwachting (de periode tot opvulling met sediment) van het stuwmeer geschat op 36 jaar.

## Irrigatie
- Gepland irrigatiegebied: 61 ha

## Omgeving
Het stroomgebied van het reservoir is 10 km² groot. Het reservoir ondergaat sedimentafzetting.  Een deel van het water gaat verloren door insijpeling; een positief neveneffect hiervan is dat dit bijdraagt tot het grondwaterpeil.